# Język nahuatl

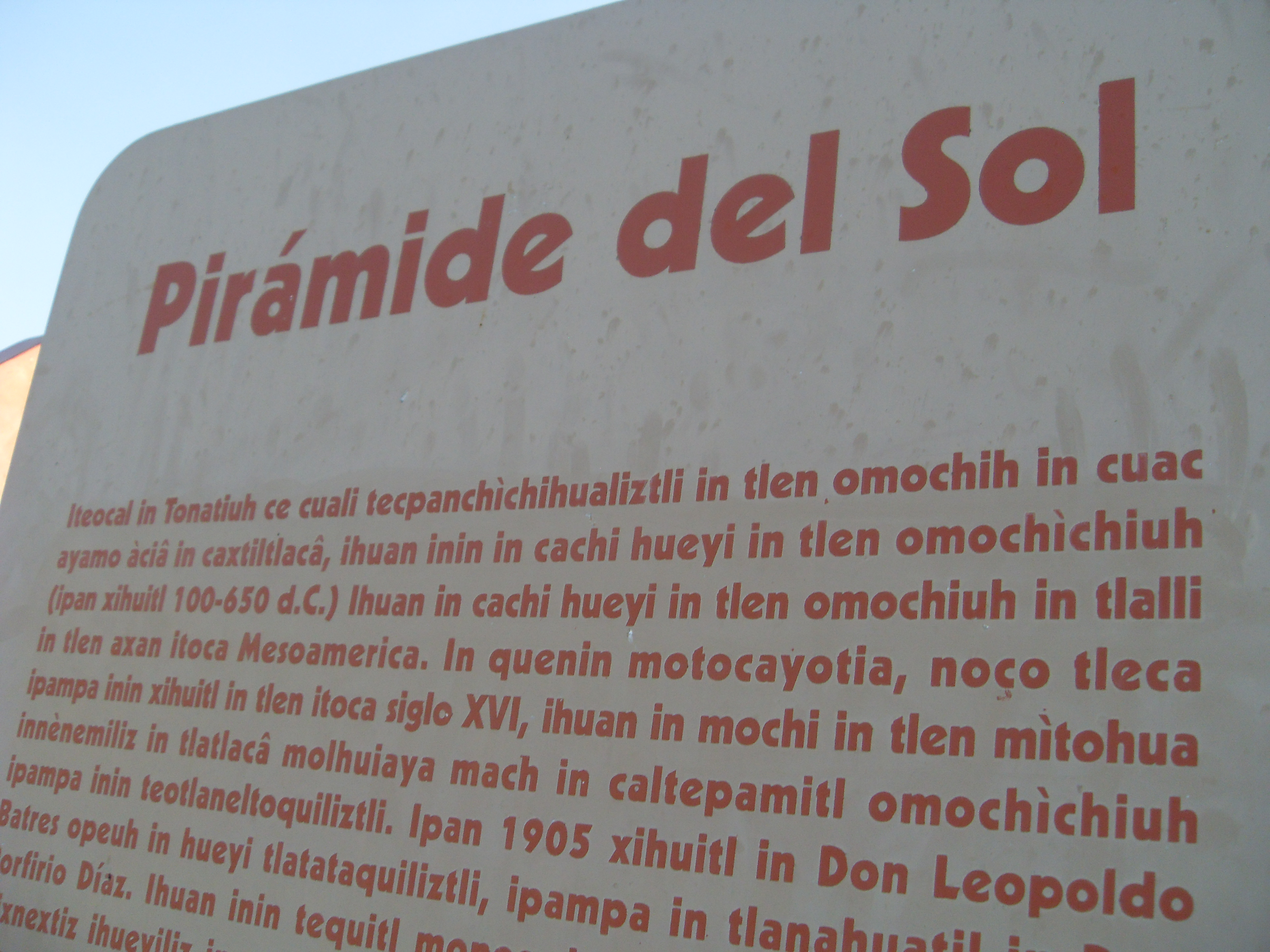
Informacja turystyczna w języku nahuatl

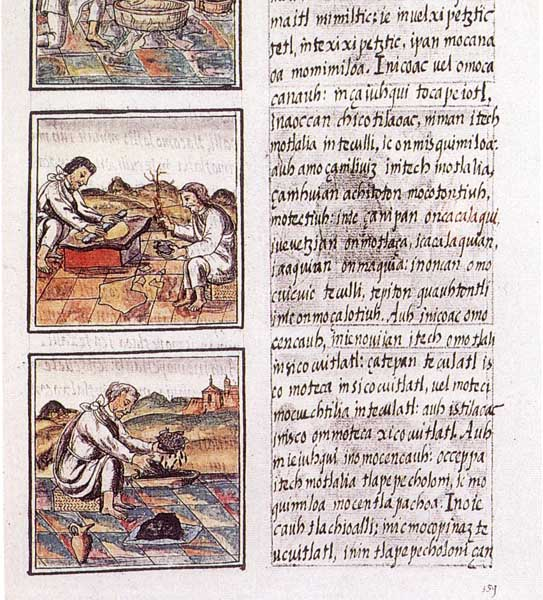
Kodeks Florentino (XVI w.) w języku nahuatl

Język nahuatl (wym. ['naːwatɬ], również język meksykański lub aztecki; nazwa własna nāhuatlàtōlli, „prosty język”) – najbardziej rozpowszechniony język z grupy uto-azteckiej. Do czasów konkwisty stanowił lingua franca na obszarze Meksyku i był głównym językiem Azteków. Obecnie posługuje się nim około 1,6 miliona mieszkańców Meksyku, głównie w stanach Puebla, Guerrero, Hidalgo, Veracruz i Meksyk, ponad 200 tys. mieszkańców Stanów Zjednoczonych, 20 tys. mieszkańców Salwadoru, a także kilkuset mieszkańców Gwatemali i Nikaragui.
Historycznie Aztekowie do zapisu swojego języka używali pisma piktograficznego z elementami logograficznymi. Współcześnie jest stosowany alfabet łaciński w dwóch wersjach transkrypcyjnych.
Z punktu widzenia typologii nahuatl jest językiem aglutynacyjnym i polisyntetycznym. Dysponuje licznymi formami grzecznościowymi.
W polszczyźnie funkcjonuje szereg zapożyczeń z języka nahuatl. Należą do nich wyrazy takie jak: awokado, kakao, chilli, czekolada, kopal,
kojot, guacamole, mezcal, ocelot, pulque,
kwezal oraz wiele toponimów, m.in. Meksyk.

## Fonetyka
Klasyczny nahuatl posiada 13 spółgłosek, 2 półsamogłoski i 4 samogłoski. Charakterystyczny jest brak spółgłoski [r].
Akcent jest paroksytoniczny (pada na drugą sylabę od końca).

### Spółgłoski
|                     | Wargowe | Dziąsłowe | Podniebienne | Miękko- podniebienne | Krtaniowe |
| ------------------- | ------- | --------- | ------------ | -------------------- | --------- |
| Zwarte              | p       | t         |              | k / kʷ               | ʔ         |
| Szczelinowe         |         | s         | ʃ            |                      |           |
| Zwarto- szczelinowe |         | ʦ / tɬ    | ʧ            |                      |           |
| Półotwarte          | w       | l         | j            |                      |           |
| Nosowe              | m       | n         |              |                      |           |

### Samogłoski
|          | Przednie | Przednie | Centralne | Centralne | Tylne   | Tylne |
| Długie   | Krótkie  | Długie   | Krótkie   | Długie    | Krótkie |       |
| -------- | -------- | -------- | --------- | --------- | ------- | ----- |
| Wysokie  | iː       | i        |           |           |         |       |
| Środkowe | eː       | e        |           |           | oː      | o     |
| Niskie   |          |          | aː        | a         |         |       |